# Fritz Lang
Friedrich Christian Anton Lang, cunoscut marelui public sub numele de Fritz Lang (n. 5 decembrie 1890, Viena, Austro-Ungaria – d. 2 august 1976, Beverly Hills, California, SUA) a fost un regizor, scenarist și producător de cinema austriaco - germano - american.. Extrem de influent în artă în perioada cunoscută ca expresionismul german, devenit ulterior unul dintre cei mai cunoscuți émigrés din Germania în Statele Unite, Fritz Lang a fost proclamat de către British Film Institute drept Maestru al întunericului (în original, "Master of Darkness"). Cele mai faimoase filme ale sale au fost Metropolis (cel mai scump film al erei mute din cinematografie) și M, ambele realizate în Germania, înaintea emigrării sale în Statele Unite.

## Opera filmică timpurie

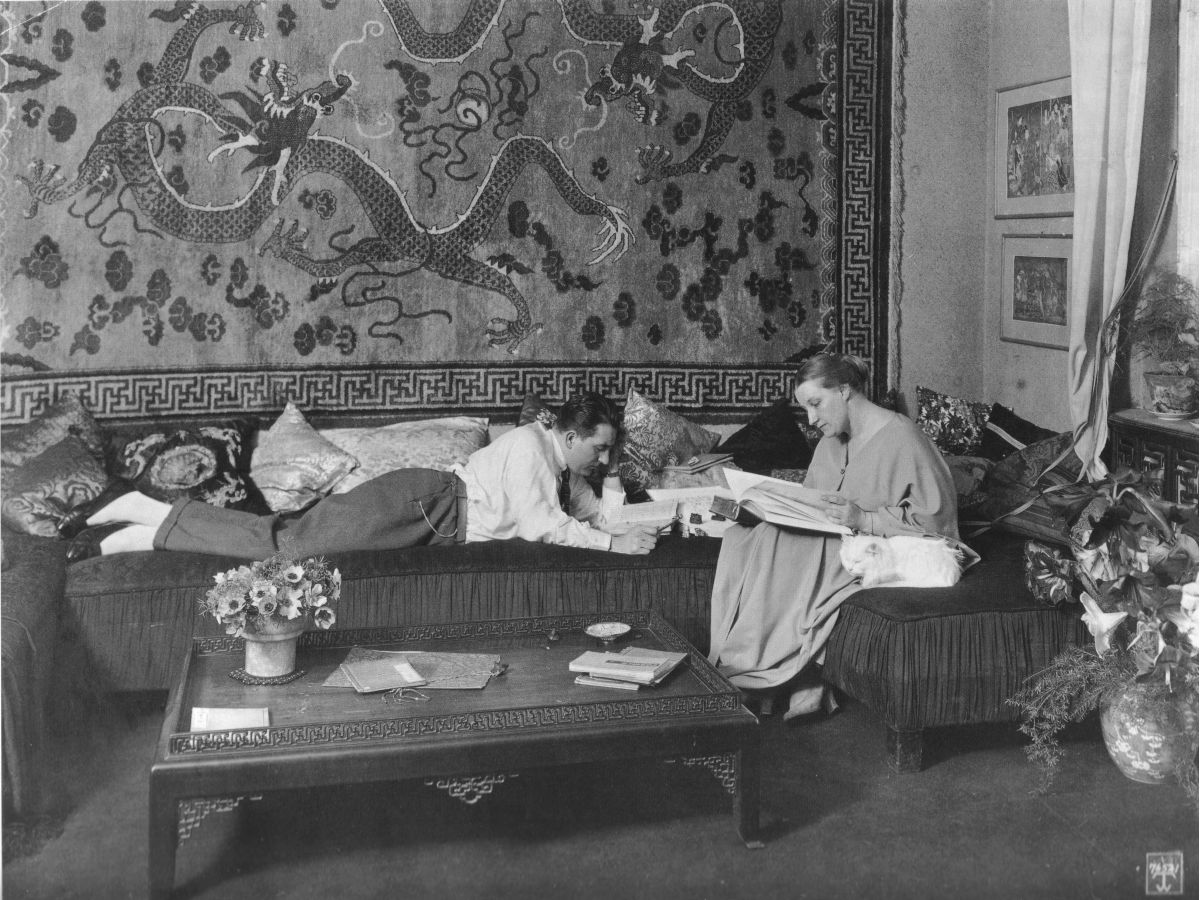
Fritz Lang şi Thea von Harbou în apartamentul lor din Berlin, 1923 sau 1924

## Viața timpurie
Fritz Lang s-a născut la data de 5 decembrie 1890 la Viena, în Imperiul Austro-Ungar. Tatăl său a fost Anton Lang (1860 - 1940), managerul unei companii de arhitectură și construcții, iar mama sa Pauline "Paula" Schlesinger (26 iulie 1864 – 1920). A fost cel de-al doilea fiu al familiei (fratele său Adolf era mai mare cu 7 ani). Ambii părinți mergeau la biserica romano-catolică, cu toate că mama sa era evreică; familia s-a convertit la catolicism când Fritz avea 10 ani. Fritz Lang a trecut la baptism când se afla la Viena.

## Filmografie
- 1919 The Half-Caste (Halbblut)
- 1919 Master of Love (Der Herr der Liebe)
- 1919 Spiders, Part 1: The Golden Lake (Die Spinnen, 1. Teil: Der Goldene See)
- 1919 Harakiri (Madame Butterfly)

- 1920 Spiders, Part 2: The Diamond Ship (Die Spinnen, 2. Teil: Das Brillantenschiff)
- 1920 The Wandering Image (Das Wandernde Bild)
- 1921 Four Around a Woman (Vier um die Frau)
- 1921 Moartea obosită (Der mūde Tod)
- 1922 Dr. Mabuse (Dr. Mabuse der Spieler)
- 1924 Die Nibelungen: Siegfried (Die Nibelungen: Siegfried)
- 1924 Die Nibelungen: Kriemhild's Revenge (Die Nibelungen: Kriemhelds Rache)
- 1927 Metropolis
- 1928 Spione (Spies)
- 1929 Femeia în lună (Frau im Mond)
- 1931 M - Un oraș în căutarea ucigașului (M)
- 1933 Testamentul Dr. Mabuse (Das Testament des Dr. Mabuse)
- 1934 Liliom
- 1936 Fury
- 1937 You Only Live Once
- 1938 You and Me

- 1940 The Return of Frank James
- 1941 Western Union
- 1941 Man Hunt
- 1942 Moontide (nemenționat)
- 1943 Hangmen Also Die
- 1944 Ministerul groazei (Ministry of Fear)
- 1944 Femeia din vitrină (The Woman in the Window)
- 1945 Scarlet Street
- 1946 Cloak and Dagger
- 1948 Secret Beyond the Door

- 1950 House by the River
- 1950 American Guerrilla in the Philippines
- 1952 Rancho Notorious
- 1952 Clash by Night
- 1953 The Blue Gardenia
- 1953 Marea lovitură (The Big Heat)
- 1954 Human Desire
- 1955 Moonfleet
- 1956 While the City Sleeps
- 1957 Beyond a Reasonable Doubt
- 1959 The Tiger of Eschnapur (Der Tiger von Eschnapur)
- 1959 Das indische Grabmal (The Indian Tomb, or: Journey to the Lost City)
- 1960 Cei 1000 de ochi ai Dr. Mabuse (Die 1000 Augen des Dr. Mabuse)